# B+ jing taam
B+ jing taam é um filme de Hong Kong de 2011, do gênero suspense, dirigido por Oxide Pang.